# Selenia cacocore
Selenia cacocore är en fjärilsart som beskrevs av Dyar 1918. Selenia cacocore ingår i släktet Selenia och familjen mätare. Inga underarter finns listade.